# Парк имени 50-летия Октября (Самара)

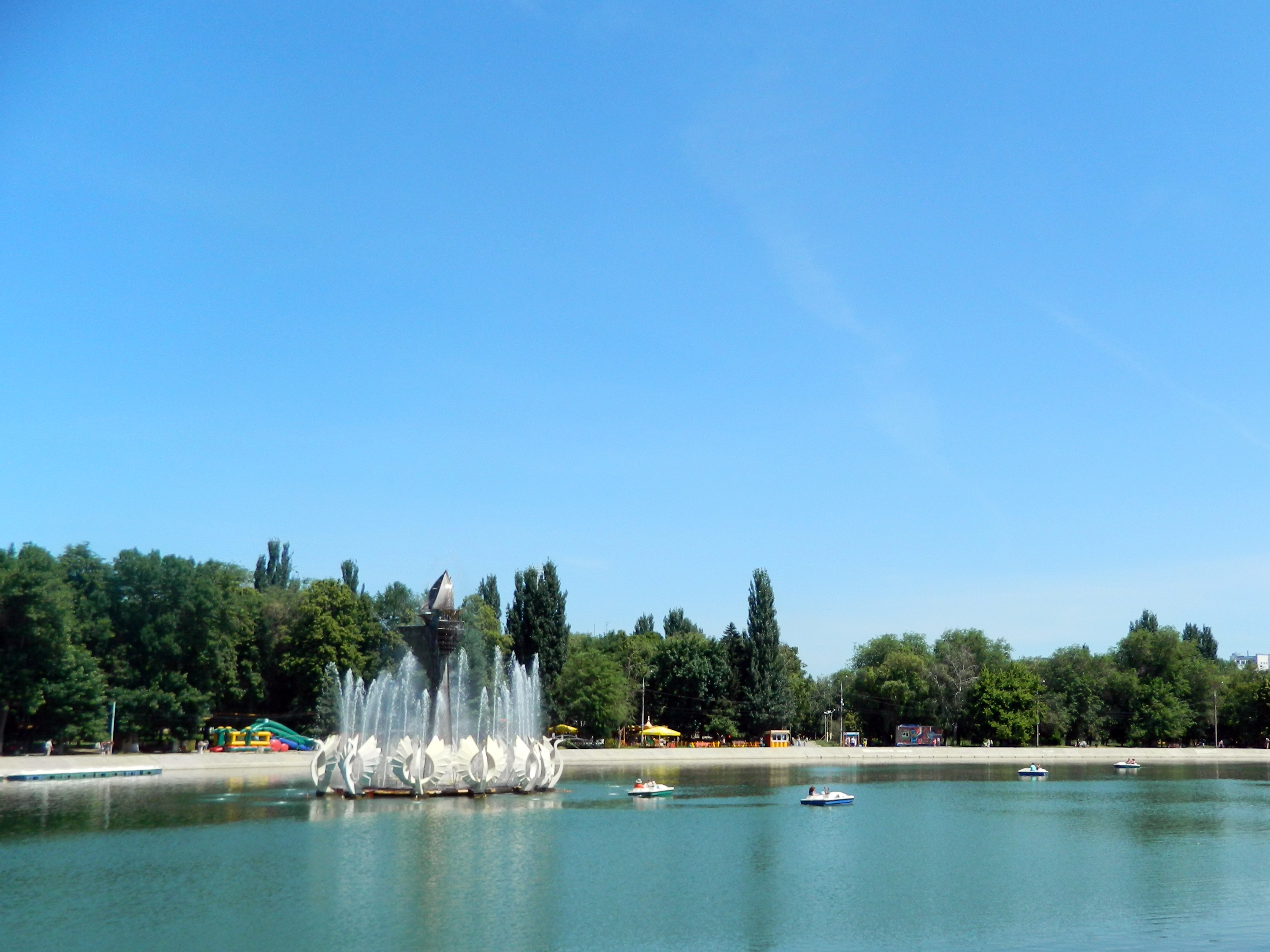
Парк имени 50-летия Октября. Песчаное озеро

Парк имени 50-летия Октября — парк в Кировском районе Самары. Находится на пересечении Ставропольской улицы и Ташкентского переулка в конце проспекта Юных пионеров. Разговорное название — Парк металлургов.
Главной достопримечательностью парка является естественное озеро, занимающее значительную его часть (официальное название — озеро Песчаное, обозначено как на современных топографических картах, так и на картах начала 20-го века).

## История
По состоянию на 1965 год с западной стороны от озера уже существовала танцевальная площадка и несколько аттракционов, соединённые асфальтовыми дорожками.  На остальной территории парка имелись лишь грунтовые тропинки. Деревья на месте будущего парка в то время отсутствовали.
Парк был открыт в 1968 году для отдыха жителей соседнего микрорайона, доминантой которого являлся Куйбышевский металлургический завод имени Владимира Ленина. В ходе обустройства парка озеро было очищено от мусора, его берега укреплены железобетонными плитами. В центре озера установлен фонтан «Царевна-лебедь». 

## Современное состояние
Летом здесь проводится катание на лодках и катамаранах. На озере живут ручные утки и лебеди, для зимовки которых сооружён отапливаемый домик. Вода в парке зимой замерзает и становится местом зимних развлечений: каток и ледяные горки. В парке находятся аттракционы и многочисленные кафе, работающие в летний период. Площадь парка составляет около 20 га.
На территории парка находятся монумент «Солдат Победы», Вечный огонь и памятная стена с мемориальными досками. На этих досках указаны имена героев Советского Союза и ветеранов Великой Отечественной войны.
В 2017—2018 годах парк подвергся капитальному ремонту. Торжественное открытие обновлённого парка состоялось 19 октября 2018 года. 